# Hydroporus edenianus
Hydroporus edenianus là một loài bọ cánh cứng trong họ Bọ nước. Loài này được Lesne miêu tả khoa học năm 1926.